# グル・カン
グル・カン（葛爾汗, كور خان, Kūr khān, Gür χan）は、アジアにおける北方遊牧民の君主の称号（君主号）。

## グル・カン（葛爾汗）号を使用した人物
- 西遼の初代皇帝耶律大石。
- モンゴル部ジャダラン氏族のジャムカ。
- ケレイトの首長トオリルの叔父。